# Kodaika escheri
Kodaika escheri – gatunek kosarza z podrzędu Laniatores i rodziny Assamiidae. Jedyny znany przedstawiciel monotypowego rodzaju Kodaika.

## Występowanie
Gatunek występuje w Indiach.